# Comunità montana Val Sarmento
La Comunità montana Val Sarmento (A' val Sarmènd in dialetto locale) si trova in Provincia di Potenza (Basilicata). La Valle del Sarmento si dispiega sul versante lucano del Pollino, nella parte orientale del massiccio montuoso del Parco Nazionale, scendendo dalle serre delle Ciavole e di Crispo verso il Sinni e lo Ionio.
Il Sarmento domina la valle, il quale nasce dal versante orientale del monte Pollino e confluisce nel fiume Sinni, di cui rappresenta il principale affluente di destra.
La comunità è costituita dai seguenti comuni:
- Cersosimo
- Noepoli
- San Costantino Albanese
- San Paolo Albanese
- Terranova di Pollino

La comunità presenta un intreccio millenario di natura e di lavoro, un paesaggio la cui flora, fauna e morfologia, ancora intatte nel loro aspetto originario, sono testimoni di una cultura fondata sull'equilibrio con l'ambiente e le sue risorse.